# فرودگاه گاردرموئن اسلو
فرودگاه گاردرموئن اسلو (به انگلیسی: Oslo Airport, Gardermoen) (به زبان بومی: Oslo lufthavn, Gardermoen) یک فرودگاه همگانی مسافربری با کد یاتا OSL است که یک باند فرود آسفالت و بتن دارد و طول باند آن ۳۶۰۰ متر است. این فرودگاه در شهر اسلو کشور نروژ قرار دارد و در ارتفاع ۲۰۸ متری از سطح دریا واقع شده‌است.

## شرکت‌های هواپیمایی و مقصدهای پروازی

### مسافری
| شرکت‌های هواپیمایی                           | مقصدهای پروازی |
| ------------------------------------------- | --- |
| ایجین ایرلاینز                              | فصلی: آتن |
| آئروفلوت                                    | شرمتیوو |
| ایر قاهره                                   | غردقه، شرم‌الشیخ |
| ایر فرانس اجرا توسط هاپ!                    | شارل دوگل پاریس |
| ایر نروژ اجرا توسط نورث فلایینگ             | آلبورگ (برقراری مجدد از ۱۷ سپتامبر ۲۰۱۷), اورلند (برقراری مجدد از ۱۷ سپتامبر ۲۰۱۷) |
| ایربالتیک                                   | ریگا |
| هواپیمایی ارکیا                             | فصلی: بن گوریون |
| آسترین ایرلاینز                             | وین فصلی: اینسبروک |
| بلو ایر                                     | هنری کواندا |
| بی‌ام‌آی رجیونال                              | آبردین |
| بریتیش ایرویز                               | هیترو لندن |
| بریتیش ایرویز اجرا توسط سان-ایر اسکاندیناوی | آلبورگ، آرهوس، بیلاند |
| بروکسل ایرلاینز                             | بروکسل |
| کرندون ایرلاینز                             | چارتر: آنتالیا |
| Corendon Dutch Airlines                     | چارتر: مراکش-منارا |
| هواپیمایی کرواسی اجرا توسط ایر نوستروم      | فصلی: زاگرب |
| چک ایرلاینز                                 | پراگ رازیون |
| Danish Air Transport                        | سورستوکن استورد |
| هواپیمایی امارات                            | دوبی |
| هواپیمایی اتیوپی                            | بوول، استکهلم-آرلاندا |
| یورو وینگز                                  | هامبورگ |
| فن‌ایر                                       | هلسینکی |
| فلای‌بی                                      | چارتر فصلی: بیرمنگام |
| فری‌برد ایرلاینز                             | چارتر: آنتالیا |
| ایبریا اکسپرس                               | فصلی: مادرید-باراخاس |
| ایسلندایر                                   | کفلاویک |
| جت تایم                                     | چارتر فصلی: میلاس-بودروم، بورگاس، کاتانیا-فونتاناروسا، خانیا، کورفو، دالامان، عدنان مندرس، پالما د مایورکا |
| کاال‌ام                                      | اسخیپول آمستردام |
| کورین ایر                                   | چارتر فصلی: اینچئون |
| لوت پولیش ایرلاینز                          | شوپن ورشو |
| لوفت‌هانزا                                   | فرانکفورت، مونیخ |
| نوردیکا اجرا توسط لوت پولیش ایرلاینز        | لنارت مری تالین |
| نروجین ایر شاتل                             | ویگرا آلسوند، آلیکانته-الچه، آلتا، اسخیپول آمستردام، بارسلونا-ال پرات، باردوفوس، بلگراد نیکولا تسلا، فلسلند برگن، برلین شونفلد، بیلاند، بودو، بوداپست فرنک لیست، کپنهاگ، دوبلین، ادینبرو، گدایسک لخ والسا، ژنو، گرن کناریا، هامبورگ، هارستاد/نارویک اونس، هوگسوند، هلسینکی، کرکنس، جان پل دوم کراکوف-بالیس، کریستیان‌ساند کیویک، گاتویک، لانگیر سوالبارد، مادرید-باراخاس، مالاگا، میلانو مالپنسا، آرو مولده، مونیخ، نیس کوت دازور، پالانگا، پالما د مایورکا، اورلی، پوزنان-لاویکا، پراگ رازیون، پریشتینا، کفلاویک، ریگا، لئوناردو دا وینچی-فیومیچینو، سولا استاوانگر، استکهلم-آرلاندا، سولیدارنوشج شچچن-جولینیو، لنارت مری تالین، تنریف جنوبی، ترومسا، ورنس تروندهایم، وین، ویلنیوس، شوپن ورشو فصلی: اگادیر المسیره، آیاتچو – ناپلئون بنوپارت، اندنس اندیا، آنتالیا، آتن، بیلبائو، بوردو–مریگناک، بورگاس، کاتانیا-فونتاناروسا، خانیا، کورفو، دوبروونیک، فارو، فوئرته‌ونتورا، کریستیانو رونالدو، هراکلین، ایبیزا، سفلوونیا، جزیره کوس، لکسلو باناک، لانزاروته، لارناکا، ملی اکتیون، لیسبون پورتلا، مالت، منچستر، مراکش-منارا، منورکا، مورسیا-سان یاویر، اولبیا - کاستا اسمرالدا، رود، گالیله، پولا، رییکا، زالتسبورگ، ملی سادورینی، سارایوو، اسپلیت، تیوات، وارنا، ونیز مارکو پولو، ورونا، ویزبه |
| نروجین ایر شاتل اجرا توسط نروجین لانگ هاول  | سووارنابومی، فورت لادردیل–هالیوود، لس‌آنجلس، جان اف کندی، اورلاندو فصلی: لوگان، مک‌کاران، اوکلند |
| نووایر                                      | فوئرته‌ونتورا چارتر فصلی: خانیا، کورفو، دابولیم، گرن کناریا، هراکلین، سفلوونیا، لانزاروته، ملی اکتیون، رود، ملی سادورینی، اسپلیت، تنریف جنوبی، زاکینثوس |
| نووایر اجرا توسط هواپیمایی اسکاندیناوی      | فصلی: لارناکا |
| هواپیمایی بین‌المللی پاکستان                 | بینظیر بوتو، اقبال لاهوری |
| پگاسوس ایرلاینز                             | صبیحه گوکچن |
| پریمرا ایر                                  | چارتر فصلی: خانیا، کریستیانو رونالدو، گرن کناریا، لا پالما، ژان پائولو دوم، کفلاویک، تنریف جنوبی |
| RusLine                                     | پالکوو |
| رایان‌ایر                                    | استانستد لندن فصلی: ویلنیوس |
| هواپیمایی قطر                               | حمد |
| هواپیمایی اسکاندیناوی                       | آلبورگ، آبردین، ویگرا آلسوند، آلیکانته-الچه، آلتا، اسخیپول آمستردام، بارسلونا-ال پرات، فلسلند برگن، برلین تگل، بیلاند، بودو، بروکسل، کپنهاگ، دوبلین، دوسلدورف، ادینبرو، فرانکفورت، گدایسک لخ والسا، گرن کناریا، هامبورگ، هارستاد/نارویک اونس، هوگسوند، هلسینکی، کرکنس، کریستیان‌ساند کیویک، کریستیانسوند کورنبرگت، هیترو لندن، مالاگا، منچستر، میامی، میلانو مالپنسا، آرو مولده، مونیخ، لیبرتی نیوآرک، نیس کوت دازور، پالما د مایورکا، شارل دوگل پاریس، پراگ رازیون، کفلاویک، سولا استاوانگر، استکهلم-آرلاندا، لانگیر سوالبارد، ترومسا، ورنس تروندهایم، ویلنیوس، زوریخ فصلی: آتن، بیاریتس – انگلت – بییون، بورگاس، کگلیاری-الماس، خانیا، ملی جزیره کایاس، دوبروونیک، فارو، ژنو، هراکلین، کالاماتا، ملی جزیره کارپتاس، کاوالا، جزیره کوس، لارناکا، لیسبون پورتلا، مالت، منورکا، موتیلنه، اولبیا - کاستا اسمرالدا، پالرمو، گالیله، پریشتینا, پولا، رود، لئوناردو دا وینچی-فیومیچینو، زالتسبورگ، سمس، ملی سادورینی، ملی جزیره اسکیاتوس، اسپلیت، لنارت مری تالین، تنریف جنوبی، تیوات، تورین کاسله، والنسیا، ونیز مارکو پولو، ویزبه |
| هواپیمایی اسکاندیناوی اجرا توسط CityJet     | هلسینکی فصلی: دوبلین |
| سان اکسپرس                                  | عدنان مندرس |
| سوئیس اینترنشنال ایرلاینز                   | زوریخ |
| تاپ پرتغال                                  | لیسبون پورتلا |
| تای ایرویز اینترنشنال                       | سووارنابومی |
| Thomas Cook Airlines Scandinavia            | چارتر: آنتالیا، بانجول، میلاس-بودروم، بورگاس، کانکون، کینتانا رو، خانیا، گرن کناریا، هراکلین، ملی جزیره کارپتاس، کاوالا، جزیره کوس، لارناکا، ملی اکتیون، جان لنون لیورپول، سنگستر، موتیلنه، پالما د مایورکا، پونتا کانا، رود، شرم‌الشیخ، ملی جزیره اسکیاتوس، تنریف جنوبی، خوآن گئوآلبرتو گومس، وارنا |
| Thomson Airways                             | چارتر: کانکون، کینتانا رو |
| تی‌یوآی‌فلای نوردیک                           | چارتر: فرتیلیا، آنتالیا، بورگاس، کاتانیا-فونتاناروسا، خانیا، کورفو، دالامان، گرن کناریا، جزیره کوس، لانزاروته، لارناکا، منورکا، پالما د مایورکا، پوکت، رود، سمس، تنریف جنوبی، زاکینثوس |
| ترکیش ایرلاینز                              | آتاترک |
| ویولینگ                                     | بارسلونا-ال پرات فصلی: لئوناردو دا وینچی-فیومیچینو |
| ویدروئه                                     | برونوی‌سوند، فلورو، فروده، برینگلند، گوتنبرگ-لاندوتر، هارستاد/نارویک اونس، لکنز, مو ای رانا, موشن کیاشتاد, روروس، اندا سندن، سندنسیون، سونگدل هاوکاسن، هلو سلوار, ترومسا، ورنس تروندهایم, اورستا-وولدا فصلی: آرو مولده، اسکاگن استوکمارکنس |

### باری
| شرکت‌های هواپیمایی                      | مقصدهای پروازی                                                                                                |
| -------------------------------------- | --- |
| AirBridgeCargo Airlines                | اسخیپول آمستردام, شرمتیوو                                                                                     |
| Amapola Flyg                           | گوتنبرگ-لاندوتر، ماستریخت آخن، مالمو                                                                          |
| آسیانا ایرلاینز                        | اینچئون |
| ASL Airlines Belgium                   | لیژ، هانوفر                                                                                                   |
| CAL Cargo Air Lines                    | بن گوریون |
| کارگولوکس                              | لوگزامبورگ - فیندل, جان اف کندی                                                                               |
| دی‌اچ‌ال اوییشن                          | کپنهاگ، لکسلو باناک، ورنس تروندهایم                                                                           |
| امارات اسکای‌کارگو                      | اسخیپول آمستردام, آل مکتوم                                                                                    |
| فدکس اکسپرس                            | اسخیپول آمستردام، شارل دوگل پاریس                                                                             |
| کورین ایر                              | اینچئون، وین                                                                                                  |
| هواپیمایی قطر                          | بروکسل، حمد، لیژ، استانستد لندن، لوگزامبورگ - فیندل                                                           |
| ترکیش ایرلاینز                         | هلسینکی، آتاترک                                                                                               |
| Posten Norge اجرا توسط West Air Sweden | ویگرا آلسوند، فلسلند برگن، بودو، کریستیان‌ساند کیویک، مالمو، آرو مولده، سولا استاوانگر، ترومسا، ورنس تروندهایم |
| یوپی‌اس ایرلاینز                        | کلن بن، کپنهاگ، مالمو                                                                                         |
| VilleJet Cargo                         | اورلی |